# Giuseppe Andrei
Giuseppe Andrei (Carrara, 29 aprile 1910 – ...) è stato un calciatore e allenatore di calcio italiano, di ruolo centrocampista.

## Carriera

### Giocatore
Cresce nella Carrarese, con cui debutta in prima squadra. Dopo aver contribuito al passaggio della propria squadra dalla terza alla prima divisione (l'attuale serie B), passa allo Spezia, con cui disputa ben sei stagioni, tutte nel campionato cadetto.
Si trasferisce quindi all'Atalanta, con la quale centra la promozione in Serie A.
Dopo un campionato a Pisa (Serie B), conclude la carriera in serie C con Alfa Romeo, Carrarese e Sarzanese.

### Allenatore
Ha allenato per un breve periodo la Lucchese e a più riprese la Carrarese, con cui ha anche vinto un campionato.

## Palmarès

### Giocatore

#### Competizioni nazionali
- Serie C: 1

Carrarese: 1942-1943

### Allenatore

#### Competizioni nazionali
- IV Serie: 2

Carrarese: 1952-1953
Lucchese: 1957-1958

#### Competizioni regionali
- Prima Categoria: 1

Carrarese: 1961-1962
- Promozione: 1

Arezzo: 1955-1956